# نهشت (شیمی)
در شیمی، نهشت (انگلیسی: Deposition) زمانی اتفاق می‌افتد که مولکول‌ها در یک محلول ته‌نشین می‌شوند. چگالش را می‌توان به عنوان فرایند گذار فاز مستقیم یک ماده از شکل گازی تعریف کرد که در هنگام خنک‌شدن، بدون عبور از فاز مایع میانی، به حالت جامد تبدیل می‌شود.
نهشت را می‌توان به عنوان فرایند معکوس انحلال یا همراه‌بری دوباره ذرات در نظر گرفت.